# Nagod (Staat)
Nagod (Hindi नागोड़ रियासत; auch Nagode oder Nagodh) war ein Fürstenstaat der Central India Agency in der Region Bundelkhand von Britisch-Indien im heutigen Bundesstaat Madhya Pradesh.
Das Fürstentum wurde 1344 unter dem Namen seiner Hauptstadt Unchehara von Raja Veeraj Judeo, einem Parihar-Rajputen, gegründet und 1720 nach der neuen Hauptstadt Nagod umbenannt. Als die Briten nach den Marathenkriegen 1802 die Oberherrschaft in Zentralindien errangen, galt Nagod als Vasallenstaat von Panna; 1809–1947 war das Fürstentum unmittelbar britisches Protektorat.
Nagod hatte 1901 einschließlich der Exklave Dhanwahi eine Fläche von 1298 km² und 67.000 Einwohner. Am 4. April 1948 schloss sich der Raja der Fürstenunion Vindhya Pradesh an und vollzog am 1. Januar 1950 den Anschluss an Indien. Am 1. November 1956 wurden alle Fürstenstaaten aufgelöst und Vindhya Pradesh dem Bundesstaat Madhya Pradesh einverleibt.